# DC 엔터테인먼트
DC 엔터테인먼트(영어: DC Entertainment)는 미국의 매체 기업이다. 워너 브라더스의 자회사로, 워너 브라더스 부서와 협력하면서 만화책과 지적 재산권 (캐릭터)을 관리한다. 제작 부서로 DC 코믹스, 버티고 코믹스, DC 필름스가 있다.

## 같이 보기
- DC 스튜디오
- DC 확장 유니버스
- DC 유니버스 (프랜차이즈)
- DC 코믹스의 등장인물 목록